# 바다가 들린다 (텔레비전 프로그램)
《바다가 들린다》는 MBN에서 방송된 텔레비전 프로그램이다.

## 방송 개요
출연자들이 캠핑카를 타고 마음에 드는 곳으로 떠나 캠핑을 하면서 서핑을 즐기는 프로그램.

## 방송 일정
| 방송 채널 | 방송 기간                        | 방송 시간                     | 비고 |
| --------- | -------------------------------- | ----------------------------- | ---- |
| MBN       | 2019년 8월 4일 ~ 2019년 8월 25일 | 일요일 밤 8시 20분 ~ 9시 30분 |      |

## 출연자
- 노홍철
- 이천희
- 장도연
- 한소희
- 정태우
- 김진원
- 김요한
- 오광록
- 한동훈

## 촬영 장소
- 1회 경상북도 영덕군 남정면 부흥해변
- 1~2회 경상북도 울진군 매화면 망양휴게소
- 2회 강원도 삼척시 근덕면 용화해변
- 2회 강원도 강릉시 헌화로
- 3회 강원도 양양군 현남면 죽도해변
- 3회 강원도 양양군 현남면 인구해변 (오광록 & 윤도현 게스트)
- 4회 강원도 양양군 현남면 갯마을해변
- 4회 강원도 고성군 현내면 명파해변

## 시청률
| 회차 | 방송일   | AGB 시청률     |
| 회차 | 방송일   | 대한민국(전국) |
| ---- | -------- | -------------- |
| 1    | 8월 4일  | 0.824%         |
| 2    | 8월 11일 | 0.916%         |
| 3    | 8월 18일 | 0.636%         |
| 4    | 8월 25일 | 0.617%         |